# Deerlick Brook
Deerlick Brook – mała rzeka w stanie Nowy Jork, w hrabstwie Delaware, uchodząca do rzeki Barkaboom Stream. Zarówno długość cieku, jak i powierzchnia jego zlewni nie są znane.